# 鲁道夫·斯詹瓦尔德
鲁道夫·斯詹瓦尔德（英語：Rudolf Szanwald，1931年7月6日—2013年1月2日），奥地利足球门将，曾代表奥地利国家足球队出战1958年世界杯足球赛。

## 生平
2013年1月2日，于奥地利维也纳逝世。